# Artabotrys macrophyllus
Artabotrys macrophyllus är en kirimojaväxtart som beskrevs av Joseph Dalton Hooker. Artabotrys macrophyllus ingår i släktet Artabotrys och familjen kirimojaväxter. Inga underarter finns listade i Catalogue of Life.